# بلاكي كارتر
بلاكي كارتر (بالإنجليزية: Blackie Carter)‏ هو لاعب كرة قاعدة أمريكي، ولد في 30 سبتمبر 1902 في Langley, South Carolina ‏ في الولايات المتحدة، وتوفي في 10 سبتمبر 1976 في غرينفيل في الولايات المتحدة.

## وصلات خارجية
- بلاكي كارتر على موقع دوري كرة القاعدة الرئيسي (الإنجليزية)
- بلاكي كارتر على موقعبيزبول رفرنس.كوم (الدوري الرئيسي) (الإنجليزية)
- بلاكي كارتر على موقعبيزبول رفرنس.كوم (الدوري الثانوي) (الإنجليزية)